# Рижский патримониальный округ

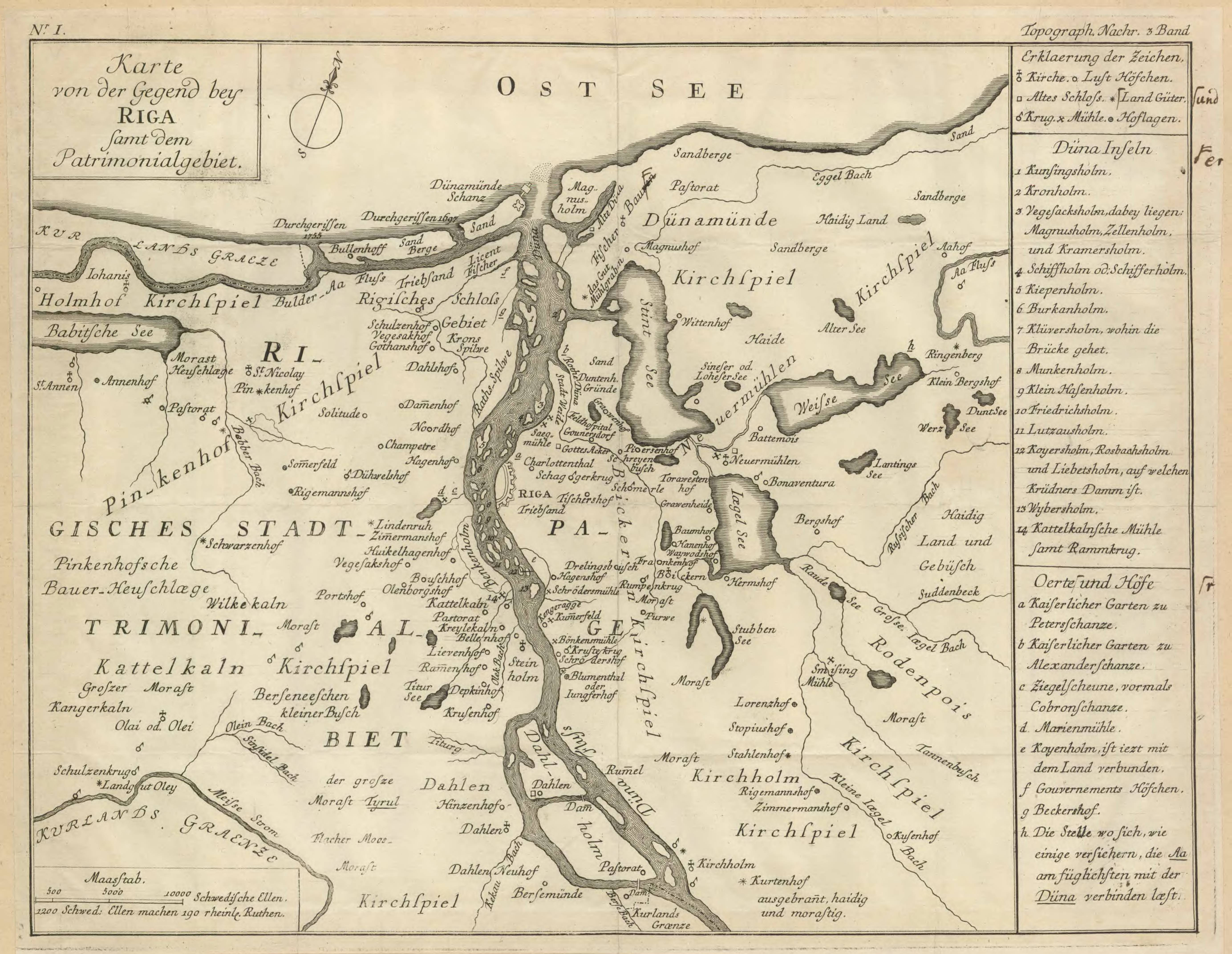
Рижский патримониальный округ на карте 1782 года

Рижская ландфогтия (также Рижский патримониальный округ) — система внутреннего и внешнего самоуправления, административного устройства, а также контроля над распределением ресурсов в средневековой Риге по модели город-государство. Отдельные остатки системы сохраняются до наших дней. Рижская ландфогтия выражалась в первую очередь в широких полномочиях Рижского рата при решении различного рода вопросов, а также в особом статусе города как субъекта при решении различных юридических вопросов в сочетании с мощной политико-административным аппаратом, стремящимся к расширению земельного фонда города. Ландфогтия (земельные урочища) Риги достигали площади более 1000 км², хотя после присоединения Риги к Великому княжеству Литовскому в 1560-х годах и ликвидации Ливонии, его площадь сократилась до 750 км².

## Зарождение
В начальный период своей истории Рига, основанная немецкими феодалами, стала членом немецкого купеческого союза Ганзы. Это был период её экономического расцвета при относительно небольшом (не более 10 тыс. чел) населении. Религиозные и национальные противоречия в средневековой Прибалтике привели к постепенной изоляции немецкоязычной Риги (и других городов) от остальной, сельской Латвии с её автохтонным населением, и к усложнению статуса города в Прибалтике.
С XIII по XIX века самое большое влияние на город оказывала бюргерская (немецкая в своей основе) культура, о которой и сегодня свидетельствуют многочисленные здания каменной Старой Риги: среди них Рижская ратуша и многие другие достопримечательности Риги. Немецкие традиции городского управления в сочетании с распространившейся Реформацией, наделили Ригу духом вольного города, который существовал и существует в своём мире. Особую роль в становлении самосознания средневековых рижан имел особый статус города в решении различных вопросов.

## Характеристика
С 1201 по 1560 годы Прибалтика представляла собой совокупность религиозно-феодальных государственных образований, управление которыми осуществляло как германское духовенство (епископы и магистры военно-монашеских орденов, сначала католических, а затем и протестантских), так и светские, в первую очередь немецкие лидеры. Ситуация осложнялась этноязыковым неравенством, при котором небольшая группа немецких феодалов управляла массами зависимых крестьях финно-угорского, балтийского и славянского происхождения. Так в Прибалтике появилась сложная структура политического устройства, черты которой проявляются до сих пор. До настоящего времени крупнейшим, после Латвийского государства, владельцем лесов в Латвии является город Рига. И рижские леса далеко уходят за границы городской черты, вплоть до границы с Эстонией.
Особое место занимали в истории средневекового города различные торговые и юридические споры. В 1226 году Рига получила права города согласно Висбюскому городскому праву. Это означало, что решения Рижского суда могли теперь быть обжалованы в городском суде Висбю. В свою очередь, Рижский городской совет, пользуясь своими влиянием в Прибалтике, предоставил статус города, а с ним и Висбюское городское право апелляции городу Ревель (соврем. Таллин — тогда столица Датской Эстонии) в 1237 году и Гапсалю (Хапсала — столица Эзель-Викского епископства). Таллин при этом был основан раньше Риги.
После 1226 года город Рига стал крупнейшим землевладельцем и землераспределителем в Прибалтике, получив в собственность Патримональный округ площадью более 1000 квадратных километров. Эти земли город сдавал в аренду феодалам путём выделения земли для загородных поместий (штадтгут). Особую статью дохода составляла продажа леса. До сих пор Риге принадлежат окрестные леса. При этом до 1897 года Риге принадлежал также небольшой город Лемзаль (Лимбажи). Помимо дохода от аренды земли, Рижский городской совет имел право на сбор податей, изменение их размеров с течением времени, сбор налогов с продаж, право чеканить собственную монету, свой флот и собственные вооружённые силы. Именно эти полномочия, а также российская протекция, позволяли городу более 20 лет отстаивать свою независимость от Речи Посполитой.
Особое место в сложном административно-территориальном аппарате города занимало духовное Рижское архиепископство. Несмотря на то, что обширные, преимущественно сельские владения фактически независимого епископства начинались лишь в нескольких километрах от Риги, именно Рига была местопребыванием епископа, создавая ситуацию аналогичную тому, как Москва является столицей Московской области, но в её состав не входит.

## Российская империя
Интересно что при переходе Риги под власть различных держав, будь то Польско-литовское государство, Швеция или Россия, присоединившая город в 1710 году, немецкий городской совет всегда требовал от новых хозяев подписания своих «аккордных пунктов», по которым город неизменно сохранял определённую автономию в сфере земельного имущества вплоть до права на содержание собственных вооружённых сил (позднее полиции). Россия не составила исключения. Рижский магистрат согласовал с Россией 12 аккордных пунктов, которые строго соблюдались вплоть до 1878 года. По мере ослабления немецкого большинства из-за притока латышей и русских в столицу, на Ригу смогли распространить российское Городовое положение 1870-го года. В результате местный Магистрат (пятисословный выборный орган городского самоуправления) лишился былой власти. На его место пришла Рижская городская дума, которая была подотчётна губернским властям. Привилегия Риги чеканить собственную монету также была со временем отменена царской Россией.

## В XX веке
Период после обретения первой независимости Латвии привёл к новым изменениям. Началась активная секуляризация и сокращение («редукция») буферных земель в 1920-х годах. Но и после этого Рига продолжала оставаться крупнейшим в Латвии земле- и лесовладельцем. Так, Рижский городской лес может находиться на территории других самоуправлений как частная собственность Риги, а потому Рига платит тем самоуправлениям земельный налог, как любое другое физическое или юридическое частное лицо. К примеру, знаменитые Юрмальские сосновые боры представляют собой рижский лес. Юрмала ежегодно взимает с Риги налог на собственность. Всего в современной Латвии за пределами своей непосредственно городской территории в 300 км² Рига владеет около 7 000 км² лесов.